# Torneo Copa de Guatemala 2002
El Torneo Copa de Guatemala 2002 es un torneo de copa que se realizó en Guatemala. 
Se inició el 12 de enero de 2002 y terminó el 13 de febrero de 2002. El campeón de esta edición fue el Deportivo Jalapa que enfrentó en la final al club Coban Imperial ganándole por un marcador de 5-2.

## Primera ronda
Eliminatoria disputada a doble partido. Los encuentros de ida se disputaron el 12 y 13 de enero y los de vuelta el 15 y 16 de enero.
| Equipo local ida           | Resultado  | Equipo visitante ida | Ida | Vuelta |
| -------------------------- | ---------- | -------------------- | --- | ------ |
| Deportivo Coatepeque       | 2-5        | Municipal            | 0-2 | 2-3    |
| Deportivo Ayutla           | 2-3        | Xelaju M.C.          | 1-2 | 1-1    |
| Deportivo Carchá           | 0-3        | Cobán Imperial       | 0-0 | 0-3    |
| Jaguares Santa Lucía       | 0-3        | Comunicaciones       | 0-2 | 0-1    |
| Deportivo Suchitepéquez    | 5-3        | Aurora               | 2-2 | 3-1    |
| Deportivo Sanarate         | 2-2 (g.v.) | Deportivo Teculután  | 1-0 | 1-2    |
| Deportivo Nueva Concepción | 4-2        | Deportivo Petapa     | 4-1 | 0-1    |
| Deportivo Mictlán          | 1-3        | Deportivo Jalapa     | 1-2 | 0-1    |
| Deportivo Achuapa          | 2-6        | Universidad SC       | 1-4 | 1-2    |
| Deportivo Sacachispas      | 1-3        | Deportivo Zacapa     | 0-2 | 1-1    |
| Deportivo Puerto San José  | 4-4 (g.v.) | Antigua GFC          | 3-0 | 1-4    |

## Segunda ronda
Eliminatoria disputada a doble partido. Los encuentros de ida se disputaron el 20 de enero y los de vuelta el 23 y 24 de enero.
| Equipo local ida           | Resultado  | Equipo visitante ida    | Ida | Vuelta |
| -------------------------- | ---------- | ----------------------- | --- | ------ |
| Universidad SC             | 1-1 (g.v.) | Municipal               | 0-0 | 1-1    |
| Deportivo San Pedro        | 4-4 (g.v.) | Xelajú M.C.             | 3-0 | 1-4    |
| Deportivo Sanarate         | 1-11       | Cobán Imperial          | 0-5 | 1-6    |
| Deportivo Nueva Concepción | 1-4        | Comunicaciones          | 1-1 | 0-3    |
| Deportivo Puerto San José  | 1-6        | Deportivo Suchitepéquez | 0-3 | 1-3    |
| Deportivo Jalapa           | 4-4 (g.v.) | Deportivo Zacapa        | 3-0 | 1-4    |

## Tercera ronda
Eliminatoria disputada a doble partido. Los encuentros de ida se disputaron el 27 de enero y los de vuelta el 30 de enero.
| Equipo local ida        | Resultado | Equipo visitante ida | Ida | Vuelta |
| ----------------------- | --------- | -------------------- | --- | ------ |
| Deportivo San Pedro     | 4-2       | Universidad SC       | 2-2 | 2-0    |
| Deportivo Suchitepéquez | 1-2       | Cobán Imperial       | 0-1 | 1-1    |
| Deportivo Jalapa*       | 4-5       | Comunicaciones       | 2-2 | 2-3    |

- Jalapa clasifica como mejor perdedor.

## Fase final
|  | Semifinales         | Semifinales         | Semifinales    | Semifinales | Semifinales |   |                  | Final            | Final | Final | Final | Final |
|  |                     |                     |                |             |             |   |                  |                  |       |       |       |       |
|  | Deportivo Jalapa    | Deportivo Jalapa    | 5              | 0           | 5           |   |                  |                  |       |       |       |       |
|  | Deportivo San Pedro | Deportivo San Pedro | 2              | 1           | 3           |   |                  |                  |       |       |       |       |
|  |                     |                     |                |             |             |   | Deportivo Jalapa | Deportivo Jalapa |       |       | 5     |       |
|  |                     | Cobán Imperial      | Cobán Imperial |             |             | 2 |                  |                  |       |       |       |       |
|  | Comunicaciones      | Comunicaciones      | 4              | 0           | 4           |   |                  |                  |       |       |       |       |
|  | Cobán Imperial      | Cobán Imperial      | 1              | 3           | 4(v)        |   |                  |                  |       |       |       |       |

## Final
| 13 de febrero de 2002 | Deportivo Jalapa | 5-2 | Cobán Imperial | Estadio Las Flores, Jalapa |  |